# Gardnerella vaginalis
Gardnerella vaginalis es un bacilo implicado en la enfermedad denominada vaginosis bacteriana, caracterizada por un desequilibrio en la  microbiota saprofita normal de la vagina con una disminución de Lactobacillus spp. y un sobrecrecimiento poblacional de Gardnerella vaginalis y otras bacterias aerobias y anaerobias.
Es una bacteria inmóvil, anaerobia facultativa, no encapsulada y no forma endosporas. Anteriormente era conocida como Haemophilus vaginalis. Su hábitat natural es la vagina humana.
La excreción de trimetilamina es lo que causa el característico mal olor (una mezcla de olor a pescado descompuesto y amoníaco).

## Vaginosis bacteriana
La vaginosis bacteriana es la principal causa de secreción y mal olor vaginal, aunque el 50 % de las mujeres no muestran síntomas.[cita requerida]
Existen varias formas de contagio. 
En la práctica diaria, es excepcional ver molestias por Gardnerella en varones. El tratamiento es a base de antibióticos.
El término vaginosis viene dado ya que a diferencia de Candida y Trichomonas, G. vaginalis no produce signos de inflamación en la mucosa vaginal ni migración linfocitaria, por consiguiente es clasificada como una vaginosis.